# قحطان محمد الشعبی
قحطان محمد الشعبی (عربی: قحطان محمد الشعبي؛ ۱۹۲۰ – ۷ ژوئیه ۱۹۸۱) سیاست‌مدار اهل یمن جنوبی بود. وی از ۳۰ نوامبر ۱۹۶۷ تا ۲۲ ژوئن ۱۹۶۹، اولین رئیس‌جمهور جمهوری خلق یمن جنوبی بود.
قحطان محمد الشعبی در ۷ ژوئیه ۱۹۸۱، در سن ۶۱ سالگی در عدن درگذشت.